# (38274) 1999 RR44
1999 RR44 (asteroide 38274) é um asteroide da cintura principal. Possui uma excentricidade de 0.15221730 e uma inclinação de 8.14359º.
Este asteroide foi descoberto no dia 14 de setembro de 1999 por Korado Korlević em Visnjan.